# Niebo co dzień
Niebo co dzień – czterdziesty drugi singel Budki Suflera wydany w 2020 roku. Po raz pierwszy od Czasu ołowiu zespół nagrał singel z Felicjanem Andrzejczakiem.
Autorem tekstu jest Tomasz Zeliszewski, a muzyki Romuald Lipko. 

## Twórcy
- Autor tekstu: Tomasz Zeliszewski
- Kompozytor: Romuald Lipko
- Śpiew: Felicjan Andrzejczak
- Instrumenty klawiszowe: Piotr Sztajdel
- Perkusja: Tomasz Zeliszewski
- Gitary elektryczne: Dariusz Bafeltowski i Piotr Bogutyn
- Gitary basowe: Mieczysław Jurecki